# Спартак (футбольный клуб, Рязань)
«Спарта́к» Рязань — бывший российский футбольный клуб из города Рязань. Основан в 1949 году.
В первенствах СССР и России выступал в 1949, 1959—1999 годах.

## История названий
- 1949, 1961—1967, 1969—1986, 1995—1999, с 2015 — «Спартак»
- 1959—1960 — «Труд»
- 1968 — «Звезда»
- 1987 — «Сапфир»
- 1988—1994 — «Торпедо»

## История
Лучший результат в первенстве СССР — 5-е место в 3-й зоне второго по силе дивизиона (класса «Б») в 1961 году, в первенстве России — 2-е место в зоне «Центр» первой лиги (второй по силе дивизион) в 1992 году.
В апреле 1994 года 25-летний футболист «Спартака» Сергей Маникин пытался взорвать храм Вознесения Господня в Рязани со всеми находящимися в нём людьми, в том числе членами Слоновской ОПГ, хоронившими своего главаря Николая Максимова. Однако неподалёку от церкви взрыватель сработал от пульта автомобильной сигнализации, и Маникин погиб. Его ноги оторвало и забросило на дерево. Заказчиком несостоявшегося массового убийства был глава враждебной «слоновским» группировки Виктор Айрапетов.
После сезона 1999 года команда прекратила существование. Место во втором дивизионе было отдано клубу «Агрокомплект», который до 5 октября 2000 года выступал также под названием «Спартак».
Весной 2017 благодаря объединению болельщиков команда возобновила свое существование, сохранив название «Спартак» Рязань.

## Примечание
1. ↑  Александр БАРЯТИНСКИЙ. Криминальные авторитеты инсценируют свою смерть. Экспресс-газета (14 мая 2002). Дата обращения: 18 июня 2010. Архивировано из оригинала 8 марта 2016 года.
2. ↑  Об истории клуба «Рязань» на официальном сайте Архивная копия от 23 января 2010 на Wayback Machine, копия текста (недоступная ссылка)
3. ↑  Спорт-Экспресс, 25.04.2000. Дата обращения: 4 апреля 2010. Архивировано 22 декабря 2017 года.
4. ↑  Спорт-Экспресс, 11.10.2000. Дата обращения: 4 апреля 2010. Архивировано 22 декабря 2017 года.